# STL (format pliku)

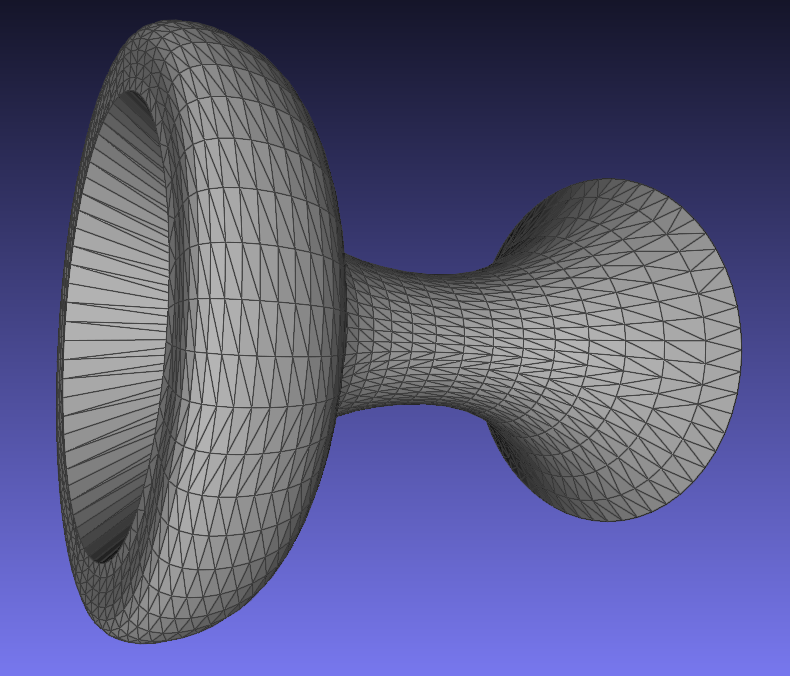
Figura 3D zapisana w formacie STL

STL (ang. stereolithography) – format pliku stworzony przez 3D Systems w 1987 na potrzeby drukowania przestrzennego metodą stereolitografii. Wtórnie utworzone zostały alternatywne rozwinięcia skrótu STL: Standard Tessellation Language oraz Standard Triangulation Language.
Pliki STL mają formę tekstowych poleceń w tym instrukcji wykonywanych w pętli, które określają siatkę wielokątów. Istnieje jednak także binarna forma, w której plik ma mniejszy rozmiar niż tekstowy odpowiednik.